# Donker hart
Donker hart is een single van de Nederlandse popgroep BLØF. Het is de vijfde en laatste single van hun zevende studioalbum Umoja. De single werd uitgebracht op 20 juli 2007.

## Ontstaan van het nummer
Het nummer werd eind 2005 gemaakt in Ierland tijdens de reis van BLØF voor het maken van Umoja. Het werd tegelijk gemaakt met het nummer Vreemde wegen en beide nummers werden ook opgenomen met Ierse muzikanten. BLØF wilde echter maar één nummer per land en omdat Vreemde wegen het beste Ierlandgevoel uitstraalde, werd voor dat nummer gekozen. Donker hart werd later toch opgenomen in Sint-Petersburg, nu met een strijkorkest als begeleiding, gearrangeerd door de Belgische Peter Bauwens. Het nummer verscheen als dertiende track op het album, met een Russisch strijkkwintet als begeleiding.

## Uitgaven en tracklists
Cd-single
1. "Donker hart" (uit de Film 'Een manier om thuis te komen - Umoja Live') – 4:16

Dvd-single
1. "Donker hart" (uit de Film 'Een manier om thuis te komen - Umoja Live') – 4:18
2. "Donker hart" (albumversie) – 4:06
3. "Eén en alleen" (Zoe Noa Radio Remix) – 4:08
4. "Donker hart" (live videoclip)
5. "FilmTrailer" ('Een manier om thuis te komen - Umoja Live')

## Hitnoteringen

### Nederlandse Top 40
| Donker hart in de Nederlandse Top 40 - binnen: 28 juli 2007 | Donker hart in de Nederlandse Top 40 - binnen: 28 juli 2007 | Donker hart in de Nederlandse Top 40 - binnen: 28 juli 2007 | Donker hart in de Nederlandse Top 40 - binnen: 28 juli 2007 | Donker hart in de Nederlandse Top 40 - binnen: 28 juli 2007 | Donker hart in de Nederlandse Top 40 - binnen: 28 juli 2007 | Donker hart in de Nederlandse Top 40 - binnen: 28 juli 2007 | Donker hart in de Nederlandse Top 40 - binnen: 28 juli 2007 | Donker hart in de Nederlandse Top 40 - binnen: 28 juli 2007 | Donker hart in de Nederlandse Top 40 - binnen: 28 juli 2007 | Donker hart in de Nederlandse Top 40 - binnen: 28 juli 2007 | Donker hart in de Nederlandse Top 40 - binnen: 28 juli 2007 | Donker hart in de Nederlandse Top 40 - binnen: 28 juli 2007 | Donker hart in de Nederlandse Top 40 - binnen: 28 juli 2007 | Donker hart in de Nederlandse Top 40 - binnen: 28 juli 2007 |
| Week                                                        | 1                                                           | 2                                                           | 3                                                           | 4                                                           | 5                                                           | 6                                                           | 7                                                           | 8                                                           | 9                                                           | 10                                                          | 11                                                          | 12                                                          | 13                                                          |                                                             |
| ----------------------------------------------------------- | ----------------------------------------------------------- | ----------------------------------------------------------- | ----------------------------------------------------------- | ----------------------------------------------------------- | ----------------------------------------------------------- | ----------------------------------------------------------- | ----------------------------------------------------------- | ----------------------------------------------------------- | ----------------------------------------------------------- | ----------------------------------------------------------- | ----------------------------------------------------------- | ----------------------------------------------------------- | ----------------------------------------------------------- | ----------------------------------------------------------- |
| Positie                                                     | 30                                                          | 9                                                           | 8                                                           | 8                                                           | 8                                                           | 11                                                          | 18                                                          | 23                                                          | 24                                                          | 27                                                          | 31                                                          | 39                                                          | 39                                                          | uit                                                         |

### Nederlandse Single Top 100
| Nummer | 14 | 27 | 41 | 44 | 67 | 62 | 53 | 47 | 65 | 90 | uit |